# Astragalus halicacabus
Astragalus halicacabus är en ärtväxtart som beskrevs av Jean-Baptiste de Lamarck. Astragalus halicacabus ingår i släktet vedlar, och familjen ärtväxter. Inga underarter finns listade i Catalogue of Life.